# Drogoń połyskliwy
Drogoń połyskliwy (Poecilus cupreus) – gatunek chrząszcza z rodziny biegaczowatych i podrodziny dzierowatych. Zamieszkuje palearktyczną Eurazję. Eurytop. Żeruje na drobnych bezkręgowcach, ale uzupełnia dietę roślinami.

## Taksonomia
Gatunek ten opisany został po raz pierwszy w 1758 roku przez Karola Linneusza na łamach dziesiątego wydania Systema Naturae pod nazwą Carabus cupreus. Wyróżnia się w jego obrębie cztery podgatunki:
- Poecilus cupreus cupreus (Linnaeus, 1758),
- Poecilus cupreus dinniki (Lutshnik, 1912),
- Poecilus cupreus erythropus Dejean, 1828,
- Poecilus cupreus matthiesseni (Lutshnik, 1930).

## Morfologia
Chrząszcz o wydłużonym ciele długości od 9 do 14 mm, ubarwionym czarno z grzbietową stroną metalicznie miedzistą (najczęściej), purpurową, zieloną, niebieską, fioletową lub czarną, niekiedy dwubarwną, a ponadto z członami pierwszym i drugim czułków pomarańczowymi; zdarzają się też formy o rdzawoczerwonych lub żółtobrązowych udach, a nawet całych odnóżach. Wierzch ciała jest ogólnie bardziej matowy niż u P. cursorius. Człony czułków od pierwszego do trzeciego zaopatrzone są w ostre kile. Głowa ma gęsto i dość mocno punktowane ciemię. Przedplecze jest najszersze przed środkiem długości i ma brzegi boczne przed mniej lub bardziej prostymi kątami tylnymi proste, krawędź tylną węższą niż podstawa pokryw, a rowki boczne głębokie i wyraźnie od środka ku tyłowi rozszerzone.  Punktowanie podstawy przedplecza jest bardziej rozległe, zwłaszcza pośrodkowo, niż w przypadku drogonia zmiennobarwnego, natomiast na przedzie przedplecza brak punktowania. Pokrywy mają kąty barkowe z niewyraźnym ząbkiem, rzędy wyraźnie wgłębione, ale płytsze niż u P. cursorius, skąpo punktowane, a międzyrzędy płaskie. Występuje para chetoporów (punktów szczecinkowych) przytarczkowych. W międzyrzędzie trzecim występuje od dwóch do sześciu (zwykle trzy, a rzadko na jednej z pokryw tylko jeden) chetoporów, z których przedni leży za ⅓, a zwykle za ½ długości, i z których niektóre położone są blisko drugiego rzędu. Poza tym pojedyncze chetopory dyskalne znajdować się mogą w międzyrzędach pierwszym i piątym. Skrzydła tylnej pary są w pełni wykształcone. Odnóża cechują się stopami porośniętymi szczecinkami zazwyczaj brązowymi, nieodbiegającymi odcieniem od pazurków, obecnymi także na spodzie ostatniego członu. Odnóża tylnej pary mają na wewnętrznych krawędziach goleni szereg od ośmiu do dziesięciu jasnych, delikatnych, długich, włosowatych szczecinek.

## Ekologia i występowanie

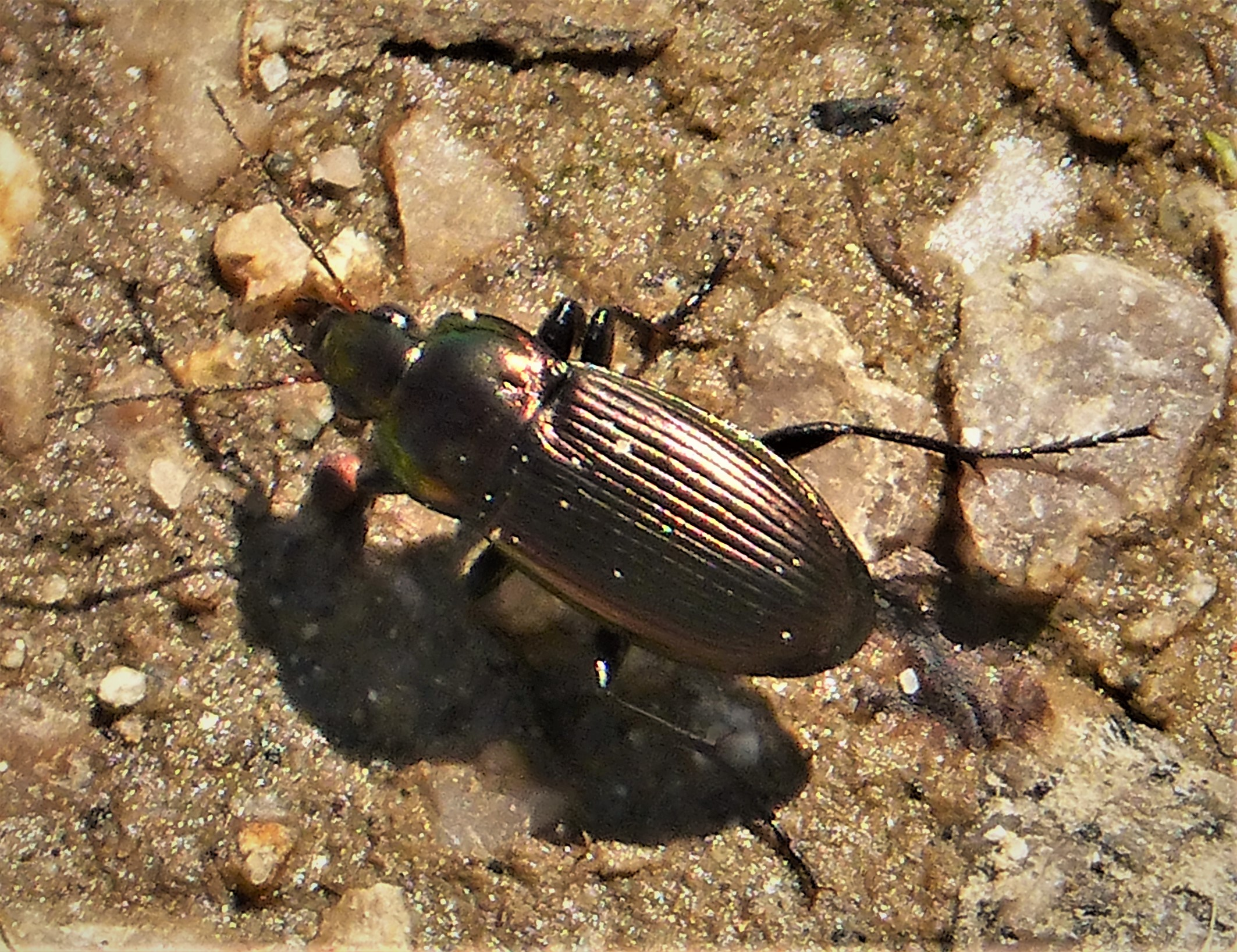
Imago w środowisku naturalnym, przypuszczalnie z podgatunku P. c. erythropus

Owad rozmieszczony od nizin po góry, eurytopowy, ale wykazujący większą preferencję do stanowisk wilgotniejszych (higrofilię) niż pokrewny drogoń zmiennobarwny. Najchętniej wybiera tereny otwarte, ale znajdywany jest także na tych zacienionych drzewostanem. Zasiedla skraje lasów, przesieki, polany, łąki, stepy, pobrzeża wód, ugory i pola uprawne. Postacie dorosłe aktywne są od wczesnej wiosny do późnej jesieni i stanowią stadium zimujące. Są semizoofagami, polującymi na drobne bezkręgowce, zwłaszcza larwy i ślimaki, ale uzupełniającymi dietę roślinami.
Gatunek palearktyczny. Podgatunek nominatywny znany jest w Europie z Hiszpanii, Irlandii, Wielkiej Brytanii, Francji, Belgii, Holandii, Niemiec, Szwajcarii, Liechtensteinu, Austrii, Włoch, Danii, Szwecji, Norwegii, Finlandii, Estonii, Łotwy, Litwy, Polski, Czech, Słowacji, Węgier, Białorusi, Ukrainy, Mołdawii, Rumunii, Bułgarii, Chorwacji, Bośni i Hercegowiny, Serbii, Czarnogóry, Albanii, Macedonii Północnej, Grecji oraz europejskich części Rosji i Turcji, a w Azji z anatolijskiej części Turcji, Syrii, Gruzji, Armenii, Azerbejdżanu, syberyjskiej części Rosji, Kazachstanu, Turkmenistanu, Uzbekistanu, Kirgistanu, Tadżykistanu, Iranu i Chin. P. c. dinniki podawany jest z Ukrainy i południowoeuropejskiej części Rosji. P. c. erythropus występuje na południu europejskiej części Rosji, w Gruzji, Armenii, Azerbejdżanie i Iranie. P. c. matthiesseni notowany jest z Uzbekistanu, Kirgistanu i Tadżykistanu.